# Centroptilum henanensis
Centroptilum henanensis is een haft uit de familie Baetidae. De wetenschappelijke naam van de soort is voor het eerst geldig gepubliceerd in 1997 door Zhou, Gui & Su.
De soort komt voor in het Palearctisch gebied.